# Víctor Guzmán (football, 1995)
Pour les articles homonymes, voir Guzmán et Víctor Guzmán.
Víctor Alfonso Guzmán Guzmán, abrégé Víctor Guzmán, né le 3 février 1995 à Guadalajara, est un footballeur international mexicain. Il joue au poste de milieu défensif au CF Pachuca.

## Carrière

### En équipe nationale
Avec les moins de 20 ans, il dispute la Coupe du monde des moins de 20 ans 2015 organisée en Nouvelle-Zélande. Lors du mondial junior, il joue trois matchs : contre le Mali, l'Uruguay, et la Serbie.
Il participe ensuite aux Jeux olympiques en 2016 avec la sélection olympique. Lors du tournoi olympique, il joue un match contre l'Allemagne (match nul 2-2 à Salvador).

## Statistiques
| Saison                | Club                  | Championnat           | Championnat | Championnat | Coupe(s) nationale(s) | Coupe(s) nationale(s) | Compétition(s) continentale(s) | Compétition(s) continentale(s) | Compétition(s) continentale(s) | Total | Total |
| Saison                | Club                  | Division              | M.          | B.          | M.                    | B.                    | Comp.                          | M.                             | B.                             | M.    | B.    |
| 2015-2016             | CF Pachuca (prêt)     | Liga MX               | 21          | 2           | 13                    | 2                     | -                              | -                              | -                              | 34    | 4     |
| 2016-2017             | CF Pachuca (prêt)     | Liga MX               | 16          | 3           | 0                     | 0                     | LC                             | 3                              | 1                              | 19    | 4     |
| Total sur la carrière | Total sur la carrière | Total sur la carrière | 37          | 5           | 13                    | 2                     | -                              | 3                              | 1                              | 53    | 8     |

## Palmarès
- Il remporte le tournoi de clôture du championnat de Mexique en 2016 avec le CF Pachuca.
- Avec l'équipe du Mexique, il remporte le championnat de la CONCACAF des moins de 20 ans en 2015.
- Ligue des champions de la CONCACAF 2016-2017